# Urugwaj na Letnich Igrzyskach Olimpijskich Młodzieży 2010
Urugwaj na Letnich Igrzyskach Olimpijskich Młodzieży w Singapurze w 2010 reprezentować będzie 4 sportowców w 3 dyscyplinach.

## Skład kadry

### Jeździectwo
- Marcelo Chirico

### Pływanie
- Raissa Andrea Guerra
- Joel Romeu

### Taekwondo
- Yasmin Terra